# Les Maxel's
Les Maxel's est un groupe antillais fondé dans les années 1960 en Guadeloupe. Il a représenté pour beaucoup de musiciens une école qui leur a  permis de faire carrière et de s’enrichir techniquement et harmoniquement.

## Histoire
Entre 1964 et 1967, une floraison de jeunes orchestres apparaissait aux Antilles et ces garçons, malgré leur jeune âge étaient décidés et voulaient à tout prix exceller dans le domaine musical. Les frères Datil, Labor, Jack Brackmort, Fred GatiBelza, Jean Benoit sont lycéens et fréquentent la Maison des Jeunes et de la Culture à la même époque que les Vickings, à Pointe-à-Pitre. Il faut souligner le suivi musical du père Labor dit Jean Goubè saxophoniste lui-même et grand ami de Robert Mavounzy. Il avait l’œil sur ses fils et les avait mis très tôt à l’épreuve.
À cette époque, la musique du groupe était basée sur la biguine jazz, la soul music, le jazz, le guaranco[Quoi ?] et aussi la variété française. Leur modèle en matière musical était varié : Wes Montgomery, Kenny Burrell, Barney Kassel, Cannonball Adderley, etc. Le nom du groupe vient de la contraction du prénom des deux frères Max et Edouard Labor mis au pluriel avec la collaboration de Frantz Gengoul. Max Labor avoue que Frantz était son modèle en matière musicale pour la pratique de la guitare, d’ailleurs c’est avec l’ancienne guitare de Frantz qu’il a fait son apprentissage.
En 1965, le groupe attire l’attention de Claude Nazaire qui décide de prendre en main leur destinée sur une petite période et devint leur imprésario. Après sa démission, il fut remplacé par Raymond Gouffran. Les années suivantes, l’orchestre les Maxel’s sillonne la Guadeloupe et ses dépendances. Leur enthousiasme fait d’eux durant ces années un orchestre apprécié et une des meilleures formations de l’ile. En 1968, l’orchestre enregistre son premier disque. Entre-temps, Pierre Labor a fait son entrée au sein du groupe comme second saxophone. Philippe Pilotin, historien de la musique caribéenne et défenseur du patrimoine culturel et musical a permis d'élaborer ces récits. 
En mai 1969, le chanteur Jacques Bracmort meurt des suites d'un accident de moto à l'âge de 19 ans, La Grosse Poupée sera son dernier enregistrement avec le groupe. Entre-temps, le groupe a décroché plusieurs contrats et a eu l’occasion de se rendre en France métropolitaine pour y donner quelques concerts à Paris : la salle Wagram, les Halles, la mairie du 14e, etc. 
Après une longue période de pause musicale de l'orchestre, le groupe "Les Maxel's" a repris son activité avec son leader et guitariste d'antan Max Labor et cette fois ci en région parisienne.  

## Musiciens
- Max Labor : Guitare solo membre fondateur du groupe.
- Harry Gatibelza: piano
- Edouard Labor : saxophone
- Pierre Labor : saxophone
- Jean Benoit : trompette
- Charles Datil:Guitare Rythmique
- Guy Datil: Guitare basse
- Auguste Pierroche :percussions
- Edouard Cabarrus: percussions
- Emmanuel Rodanet: congas
- Bruno Sapho : percussions
- Claude Vamur, Widly Haliar,Fred Gatibelza et Eddy Dorville : batterie
- Jacques Brackmort († 1969) : chant  (Dolor Meliot)
- Émile Volel († 1999)[4]: chant
- Pierre Richard : chant (Aoua pipip)
- Christian Zora: chant, trombone[5]
- Constance (willy fly)

## Discographie
Quelques titres :
- C’est pour toi que je chante,
- Dona mon amour, (une reprise de la chanson de Ritchie Valens)
- Vive le célibat,
- Pa ni z’anmis,
- Héléna la grosse poupée,
- Kodina Cumbélé,
- Dina, Bassoué,
- Analyse grammaticale,
- Désordre musical,
- Aoua pipip,
- Dansé oulélé,
- Jeannot lapin,
- Si loin que tu sois

## Reprises
En 2018, le label tropicaliste Atangana Records réédite un de leurs classiques «Le Retour de Toto» ,.